# 朱富海
朱富海（1961年5月—），山东广饶人，汉族，中国共产党党员。中华人民共和国政治人物、第十三届全国人民代表大会解放军和武警部队代表。曾担任中国人民解放军空军试验训练基地政治委员。

## 生平
2018年，朱富海被选为解放军和武警部队出席第十三届全国人民代表大会代表。